# Stora Slågarp
Stora Slågarp är en bebyggelse i Trelleborgs kommun och kyrkby i Stora Slågarps socken på Söderslätt i Skåne. SCB avgränsade här en småort från 1990 till 2023.
Här ligger Stora Slågarps kyrka